# Каминский, Юрий Валентинович
Ю́рий Валенти́нович Ками́нский (21 мая 1941, Могилёв — 9 сентября 2016, Владивосток) — советский и российский учёный-патологоанатом, профессор, заслуженный деятель науки Российской Федерации.

## Биография
Родился в Могилёве Белорусской ССР. Третий ребёнок в семье.
В 1965 году окончил Владивостокский государственный медицинский институт. После его окончания остался на кафедре патологической анатомии, где последовательно занимал должности ассистента, доцента и заведующего кафедрой (с 1974 г.). В 1980 году успешно защитил докторскую диссертацию, и в 1981 г. ему было присвоено учёное звание профессора по кафедре патологической анатомии. С 1984 по 2007 год являлся ректором Владивостокского государственного медицинского университета.
Цитата из публикации посвященной «65-летию со дня рождения»:
Ю. В. Каминский — автор более чем 260 научных работ, в том числе 15 монографий и учебно-методических пособий.
Ю. В. Каминский был организатором аспирантуры и ординатуры по специальности 14.00.15 — «Патологическая анатомия». Под его непосредственным руководством подготовлен 31 кандидат медицинских наук, консультировано 6 докторских диссертаций.
Юрий Валентинович с 1974 г. и по настоящее время является председателем правления Приморского отделения научного общества патологоанатомов, членом Президиума правления Всероссийского общества патологоанатомов, главным патологоанатомом Дальневосточного федерального округа, председателем специализированного ученого совета К 208.007.01, инициатором создания и главным редактором «Тихоокеанского медицинского журнала».

Российский индекс научного цитирования (РИНЦ) научной электронной библиотеки eLibrary показывает 25 статей и индекс научного цитирования равный 15 статьям.

## Награды и звания
Ю. В. Каминский — врач-патологоанатом высшей категории, академик Международной академии высшей школы, академик Международной академии патологоанатомов, академик Российской академии естественных наук, президент Тихоокеанской международной медицинской академии, почётный академик Польской академии медицины и Всемирной академии им. А. Швейцера, почётный профессор Харбинского и Сеульского медицинских университетов, удостоен знаков «Отличник здравоохранения» и «Отличник высшей школы». Он награждён орденом Почёта и Звездой Вернадского I ст. За высокие достижения в научно-исследовательской деятельности, личные заслуги
в подготовке высококвалифицированных кадров Ю. В. Каминскому присвоено почётное звание «Заслуженный врач Российской Федерации».